# Міністерство тваринництва Української РСР
Міністерство тваринництва Української РСР — союзно-республіканське міністерство, входило до системи органів сільського господарства СРСР і підлягало в своїй діяльності Раді Міністрів УРСР і Міністерству тваринництва СРСР.

## Історія
Створене 30 березня 1946 року. Ліквідоване 10 лютого 1947.

## Міністри тваринництва УРСР
- Таран Григорій Іванович (1946—1947)
- Мацкевич Володимир Володимирович (1947—1947)